# Epandro

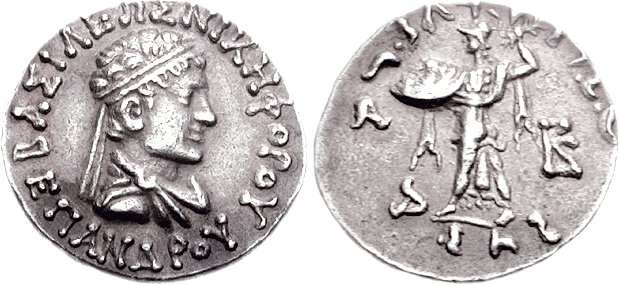
Moneda de Epandro

Epandro (Griego: Ἔπανδρος) fue uno de los reyes indogriegos. Puede haber sido pariente de Menandro I, y los lugares en que se han encontrado sus monedas parecen indicar que gobernó en el área de Punyab.

## Tiempo de reinado
Bopearachchi data a Epandro en c. 95–90 a. C., y R. C. Sénior en c. 80 a. C. La escasez de sus monedas indica que su reinado fue corto, y/o su territorio limitado.

## Monedas de Epandro
Dracmas de plata de Epandro retratan al rey con diadema, y un reverso Atenea guerrera del mismo tipo que las de Menandro I. Epandro, probablemente se reclamaba descendiente de este importante rey, pero su epíteto Nikephoros (Victorioso) fue único entre los reyes que utilizan este reverso, quienes usaban normalmente Soter (Salvador). No acuñó ninguna moneda ática (monolingüe).

## Sobreacuñaciones
Epandro sobreacuñó monedas de Estratón I y Filoxeno.